# Cacupira
Cacupira är ett släkte av skalbaggar. Cacupira ingår i familjen långhorningar.
Kladogram enligt Catalogue of Life:
| Cacupira | \| \| Cacupira iodina \| \| \| \| \| \| Cacupira tucurui \| \| \| \| |
|          | \| \| Cacupira iodina \| \| \| \| \| \| Cacupira tucurui \| \| \| \| |
|          | Cacupira iodina                                                      |
|          |                                                                      |
|          | Cacupira tucurui                                                     |
|          |                                                                      |